# Dygowo (gmina)
Dygowo – gmina wiejska w północno-zachodniej Polsce, w północnej części województwa zachodniopomorskiego, w powiecie kołobrzeskim. Siedzibą gminy jest wieś Dygowo.
Według danych z 31 grudnia 2016 r. gmina miała 5646 mieszkańców.

## Symbol gminy

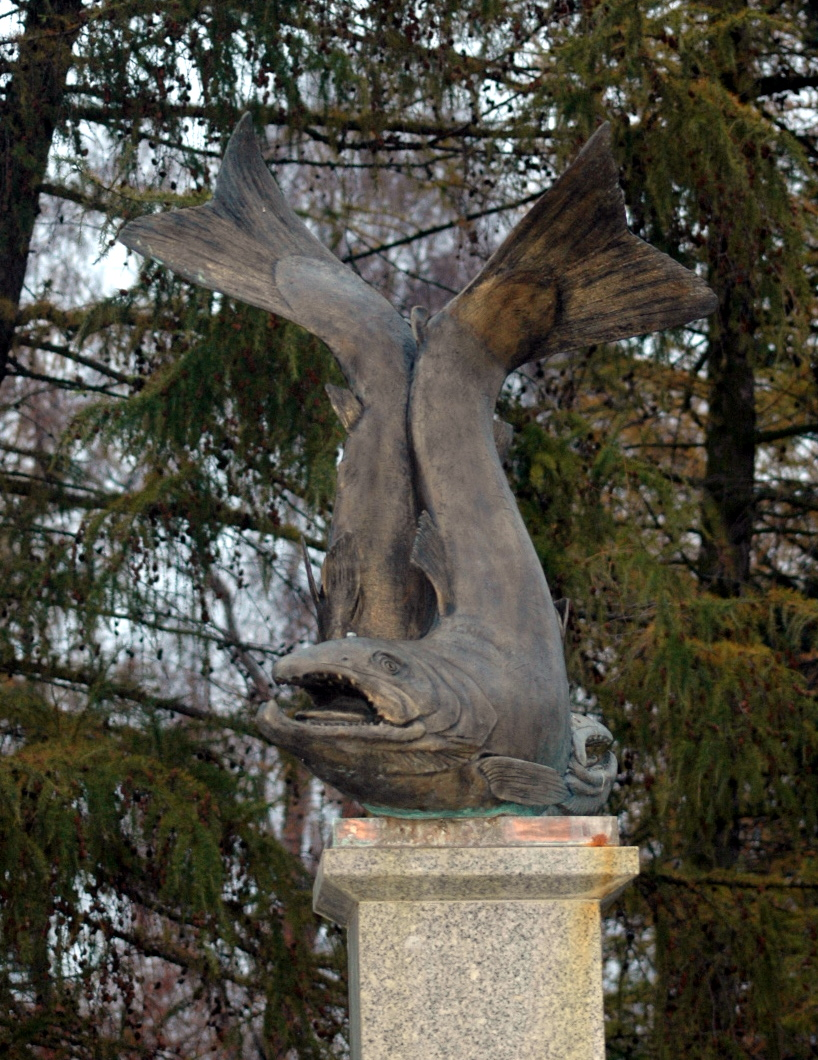
Pomnik łososia na placu Wolności

Symbolem gminy jest łosoś królewski. Znajduje się on w herbie gminy Dygowo, jak również ma postawiony pomnik-fontannę w centralnym miejscu wsi – na placu Wolności. Pomnik jest wyrazem miłości dla Parsęty z jej zasobami – łososiami.

## Położenie i ukształtowanie terenu
Według danych z 1 stycznia 2010 powierzchnia gminy wynosi 128,52 km².
Gmina jest położona w północno-zachodniej Polsce, w północnej części województwa zachodniopomorskiego, we wschodniej części powiatu kołobrzeskiego. Gmina Dygowo leży w dorzeczu Parsęty. Położona jest w południowo-wschodniej części powiatu kołobrzeskiego, na łączeniu Wybrzeża Słowińskiego z Równiną Białogardzką, które wchodzą w skład Pobrzeża Koszalińskiego.
Gmina Dygowo jest w większości gminą rolniczą. Tereny leśne zajmują 17,8 procent powierzchni gminy (w dorzeczy Parsęty, Łosiej, Pysznicy i na torfowiskach „Stramniczka”), użytki rolne 71 procent. Gmina sąsiaduje z trzema gminami powiatu kołobrzeskiego (od południa z gminą Gościno, od zachodu z gminą Kołobrzeg i od północy z gminą Ustronie Morskie) i po jednej z powiatów: białogardzkiego (od południowego wschodu z gminą Karlino) i koszalińskiego (od wschodu z gminą Będzino).
Sąsiednie gminy: Gościno, Będzino, Karlino, Kołobrzeg, Ustronie Morskie.
Pod względem powierzchni gmina w województwie zajmuje 83. miejsce, a pod względem ludności 70. Obszar gminy stanowi 17,7% powierzchni powiatu kołobrzeskiego, a zamieszkuje ją 7,4% ludności tego powiatu.
Całość obszaru jest słabo rozwinięta geologicznie. Najwyższym miejscem w gminie jest wzniesienie koło wsi Bardy, mające 46 m n.p.m. Od wsi Stramniczka, aż po Stojkowo ciągnie się pas pagórków, z których najwyższy ma 45,2 m n.p.m.
Do końca 1998 roku wchodziła w skład województwa koszalińskiego.

### Hydrografia

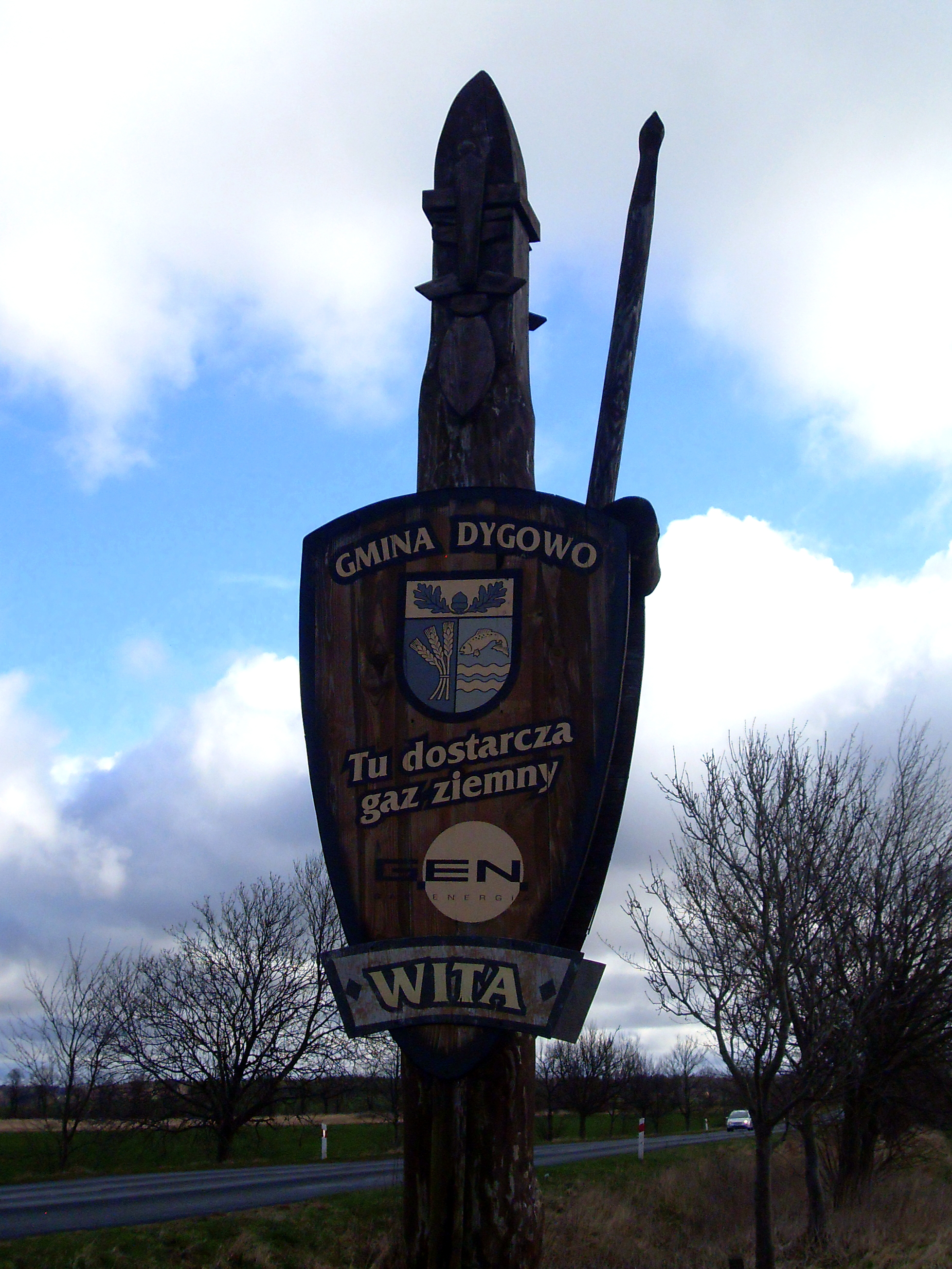
Witacz od strony Kołobrzegu

Główną rzeką przepływającą przez gminę jest Parsęta (21 km na jej terenie), ale są tu też inne rzeczki i strumyki: Pysznica (13,3 km), Bogucinka (12,6 km), Olszynka, Łosica, Malechowska Struga, oraz inne bezimienne dopływy Parsęty.
Największymi jeziorami na terenie gminy są jezioro Stojkowo I (11,2 ha) oraz Stojkowo II (4,5 ha).

### Gleby
Największą część gminy zajmują gleby strefowe. Po nich drugą pozycję zajmują gleby brunatnoziemne, które od wschodu i południa otaczają Wrzosowo. Na wzniesieniach morenowych od Stramnicy do Stojkowa, oraz koło wsi Jazy, Czernin, Dębograd i Bardy występują gleby brunatne kwaśne. W górnym biegu Pysznicy, oraz w dolinie Parsęty są gleby bielicowe należące do gleb bielicoziemnych.
Lokalnie występują gleby bagienne i mady (w dnach dolin rzecznych), gleby torfowisk niskich i przejściowych (na zachód od Dygowa, koło Świelubia, na zachód od Czernina), gleby torfowisk wysokich (na terenie torfowiska Stramniczka).

### Surowce mineralne
Gmina na swoim obszarze ma część 560-hektarowego obszaru górniczego ze złożami ropy naftowej i gazu ziemnego „Daszewo” (część jest w gminie Karlino). Szacuje się, że zasobność złoża wynosi 1114,5 tysiąca ton ropy. Na obszarze gminy są też złoża gazu i ropy „Wrzosowo”. Obszar ten ma jednak zaledwie 11 hektarów. Oprócz tego na terenie gminy wydobywa się kruszywa: obszar górniczy Włościbórz, Bardy i Miechęcino.

### Przyroda
Na terenie gminy utworzony został rezerwat przyrody Stramniczka, a dodatkowo planuje się stworzenie dwóch obszarów chronionego krajobrazu: dolina Parsęty i Dolina Pysznicy. Torfowisko w Gąskowie pełni funkcje użytku ekologicznego.

Na terenie gminy zarejestrowanych jest 20 pomników przyrody, m.in. Dąb Barnim w Kłopotowie oraz aleja dębowa we Włościborzu.
W gminie występuje kilka zespołów roślinnych:
- w dolinie Parsęty, w okolicach Wrzosowa zespół roślinności źródliskowej (rzeżucha gorzka oraz śledziennica skrętolistna),
- w okolicach Czernina, Stojkowa i Gąskowa występuje roślinność torfowioskowa, w tym torfowiska wysokie kopułowe bałtyckie,
- torfowisko Stramniczka
- koło Bardów skupiska czyżni (śliwa tarnina, głóg, róże)
- w okolicach Jazów zarośla żarnowca z udziałem jeżyn i głogów
- parki podworskie: w Kłopotowie, Skoczowie, Włościborzu, Piotrowicach, Wrzosowie, Pustarach, i Miechęcinie (oprócz ostatniego wszystkie pod opieką Wojewódzkiego Konserwatora Zabytków).

## Klimat
Gmina położona jest w strefie klimatu bałtyckiego, charakteryzującego się chłodnym latem, łagodną zimą i stosunkowo znaczną ilością opadów atmosferycznych. Klimat w mikroregionie kształtuje powietrze napływające znad oceanu Atlantyckiego. W gminie są łagodne zimy, późne i chłodne wiosny, chłodne lata oraz długie, ciepłe jesienie.
Przeciętna roczna temperatura w gminie wynosi około 7,5 °C. Najcieplejszym miesiącem jest lipiec (średnia ok. 17 °C), najzimniejszym styczeń (średnia ok. –1,5 °C). Przeciętnie w ciągu roku notuje się zaledwie dziesięć dni gorących (w tym tylko dwa dni upalne). Liczba dni mroźnych również równa jest około dziesięciu. Notuje się około 15–20 dni burzowych, a pokrywa śnieżna utrzymuje się około 45 dni. Roczna suma opadów wynosi około 675 mm. Na terenie gminy dominuje wiatr północny i północno-zachodni, a jego średnia prędkość wynosi 5,3 m/s.

## Transport

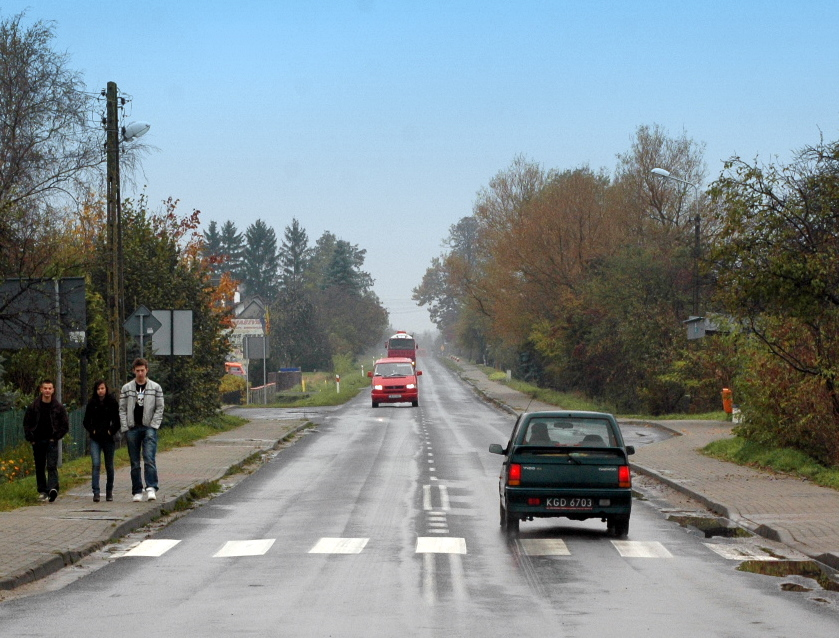
DW163

Przez gminę Dygowo prowadzi droga wojewódzka nr 163 Kołobrzeg-Wałcz łącząca Dygowo z Kołobrzegiem (11 km) oraz przez Karlino (18 km) z Białogardem (26 km).
Dygowo uzyskało połączenie kolejowe w 1859 r. po wybudowaniu odcinka z Kołobrzegu do Białogardu, w latach późniejszych powstały kolejne odcinki przez Szczecinek, Piłę do Poznania. W latach 1988–1990 linia została zelektryfikowana. Na terenie gminy istniała także kolej wąskotorowa z Karlina Wąskotorowego do Włościborza otwarta w 1915 roku. W latach 50. XX w. została zamknięta, a wkrótce potem rozebrana. Obecnie w gminie czynne są 3 stacje: Dygowo, Jazy i Wrzosowo.
W gminie czynne są 2 urzędy pocztowe: Dygowo (nr 78-113) i Wrzosowo k. Białogardu (nr 78-114).

## Turystyka

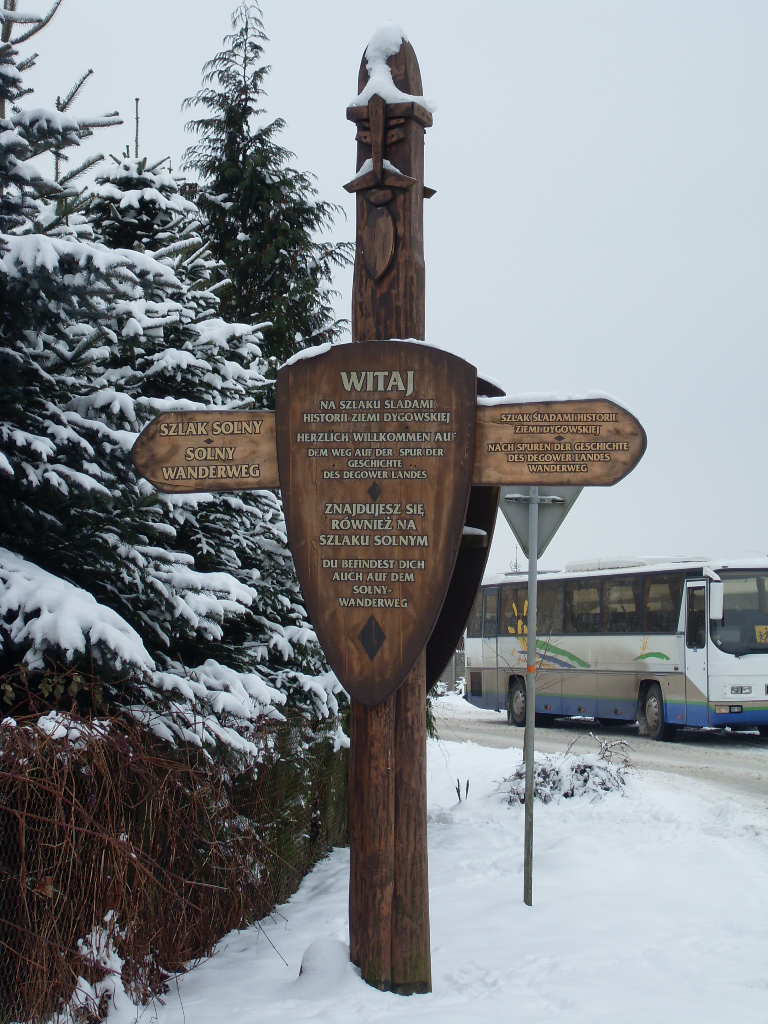
Szlak śladami historii Ziemi Dygowskiej we Wrzosowie

Przez teren gminy przechodzi odcinek czerwonego szlaku Solnego (Czernin-Bardy-Włościbórz-Piotrowice-Kłopotowo-Wrzosowo-Łykowo i dalej w kierunku Karlina). Jest tu także Szlak Śladami Historii Ziemi Dygowskiej. Rozpoczyna się on w Dygowie. Biegnie do Bardów, Mięchęcina, przez Świelubie do Pustar. Dalej pokrywa się ze szlakiem solnym i przebiega przez Piotrowice, Kłopotowo i Wrzosowo. Dalej samodzielnie do Skoczowa, gdzie się kończy.

## Demografia
Według danych z 31 grudnia 2016 r. gmina miała 5646 mieszkańców, co stanowi 7,1% ludności powiatu. Gęstość zaludnienia wynosi 43,9 osoby na km².

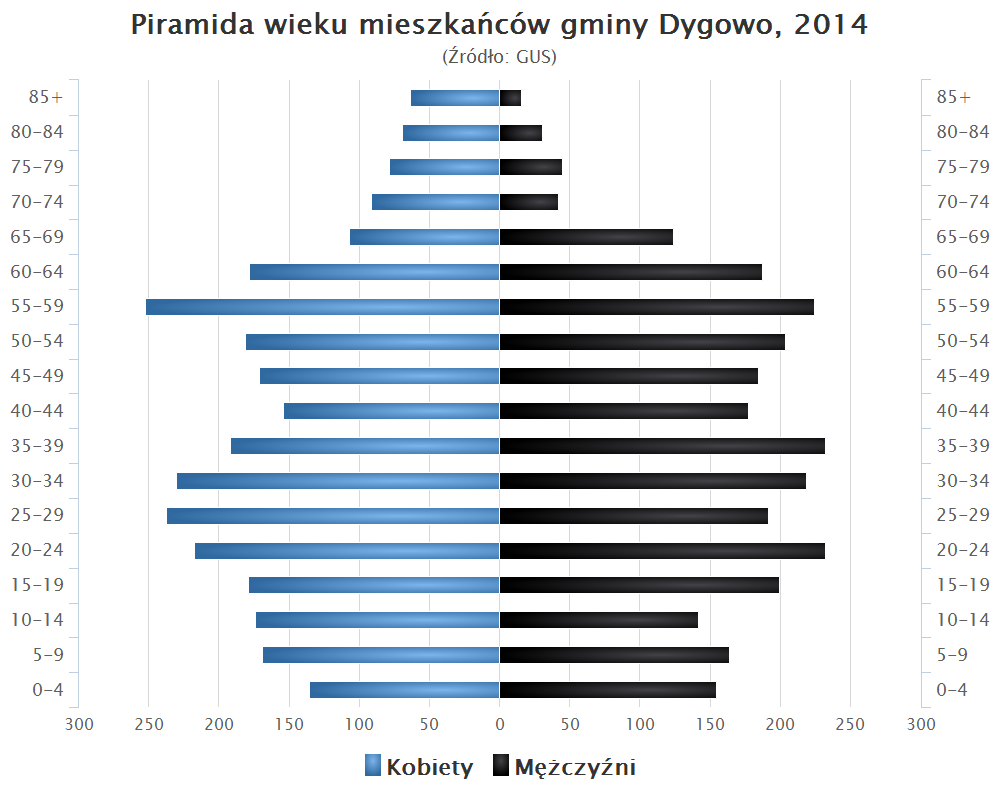
Piramida wieku mieszkańców gminy Dygowo w 2014 roku

Dane z 31 grudnia 2016 r.:
| Opis      | Ogółem | Ogółem | Kobiety | Kobiety | Mężczyźni | Mężczyźni |
| --------- | ------ | ------ | ------- | ------- | --------- | --------- |
| Jednostka | osób   | %      | osób    | %       | osób      | %         |
| Populacja | 5646   | 100    | 2863    | 50,71   | 2783      | 49,29     |

## Zabytki
Czernin:

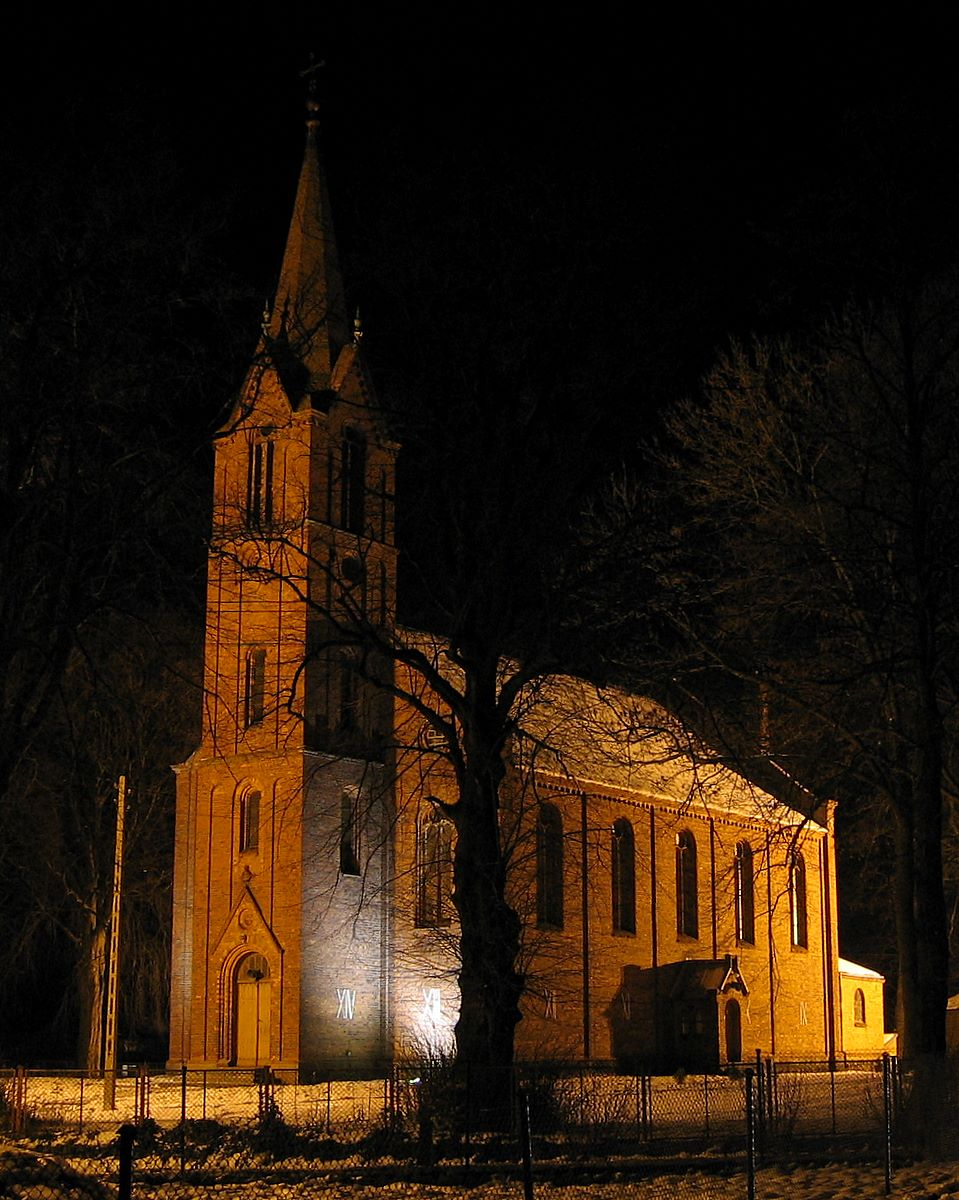
Kościół w Dygowie

- Kościół filialny pw. Wniebowzięcia NMP, gotyk, XIV–XV w., częściowo rozbudowany w XVII-XIX w., wyposażenie kościoła stanowią cenne zabytki ruchome
- chałupy ryglowane z I poł. i II poł. XIX w.

Dębogard:
- chałupa, ryglowana, I poł. XIX w.

Dygowo:
- Kościół parafialny pw. Wniebowstąpienia Pańskiego, neoromański z 1880 r., murowany z cegły, na kamiennej podmurówce, wieża od zachodu, trzykondygnacyjna z blendami zakończona ceglanym hełmem w kształcie ostrosłupa;
- chałupy i stodoły ryglowane z I i II połowy XIX w.

Kłopotowo:
- kościół poewangelicki z przełomu XV/XVI w., gotyk
- pałac z 1911 roku, położony na terenie parku

Piotrowice:
- dwór z XIX w. leżący na terenie parku
- chałupa ryglowana z I połowy XIX w.

Pustary:
- neoklasyczny pałac z XIX w. leżący na terenie parku

Skoczów:
- pałac z pocz. XIX w. położony na terenie parku

Stojkowo:
- budynek mieszkalno-gospodarczy ryglowany, z I poł. XIX w.

Świelubie:
- kościół gotycki, poewangelicki z XV–XVI w.
- stodoła ryglowana z II poł. XIX w.

Włościbórz:
- pałac z XIX w. – obecnie Dom Pomocy Społecznej

Wrzosowo:
- kościół filialny pw. Przemienienia Pańskiego we Wrzosowie, XV w., styl gotycki, wyposażenie kościoła stanowią cenne zabytki ruchome
- chałupy ryglowane z I i II poł. XIX w.

Na terenie Gminy Dygowo znajdują się liczne stanowiska archeologiczne: osady oraz cmentarzyska z okresu średniowiecza. Obiekty te znajdują się w miejscowościach:
- Bardy:
  - osada przyzagrodowa, położona bezpośrednio na zachód i północny zachód od grodziska w Bardach. Chronologia VIII/IX -X w.
  - osada położona bezpośrednio na południowy zachód od pn. skraju wsi, ok. 50 m na zachód od drogi prowadzącej z Bard w kierunku Pobłocia. Chronologia: II połowa XI–XII w.
  - cmentarzysko kurhanowe – położone 0,4 km na północny zachód od grodziska w Bardach oraz 1,7 km od drogi prowadzącej z Bard do Pobłocia. Chronologia: wczesne średniowiecze.
- Dygowo:
  - osada otwarta o wymiarach 80x50 cm położona na terenie żwirowni w odległości 1 km na północny wschód od zabudowań wsi, o 100 m od drogi Dygowo – Wrzosowo.
- Kłopotowo:
  - grodzisko nizinne położone na nieznacznym wzniesieniu przylegającym do doliny rzeki Parsęty, usytuowanym w odległości 1,5 km na wschód od zabudowań we wsi Kłopotowo. Wymiary 40-50 × 120 m, wysokość 5–7 m. Chronologia: II poł. IX-X w.
  - cmentarzysko kurhanowe położone 1,5 km na wschód od zabudowań wsi Kłopotowo, bezpośrednio na południowy wschód od grodziska. Chronologia: wczesne średniowiecze.
- Piotrowice:
  - osada leżąca na lewym brzegu Parsęty, ok. 2 km na północ od północnego skraju zabudowań wsi i 0,7 km na południowy zachód od wsi Pyszka. Chronologia IX-X w.
- Pustary:
  - grodzisko stożkowate, położone na wzgórzu, bezpośrednio na północ od drogi prowadzącej z Bogucina do Pustar. Wymiary: podstawa 30 x33 m, wysokość 3,5–4,0 m. Chronologia XII-XIV w.
- Świelubie:
  - grodzisko nizinne z X w. w kształcie nieregularnego owalu, położone w dolinie Parsęty nad prawym brzegiem rzeki, wymiary 50x80 m, wysokość 3 m
  - cmentarzysko kurhanowe z IX w. z ciekawymi zabytkami skandynawskimi leżące na zachód od drogi prowadzącej z Bard do Pobłocia
  - osada leżąca przy prawym brzegu Parsęty z X-XII w.
- Włościbórz:
  - trzy osady z okresu wczesnego średniowiecza leżące w pobliżu wsi
  - kurhan leżący przy drodze leśnej w odległości 1 km od zabudowań wsi Chronologia: VII- poł. IX w.

## Administracja i samorząd
W 2016 r. wykonane wydatki budżetu gminy Dygowo wynosiły 23,6 mln zł, a dochody budżetu 23,4 mln zł. Zobowiązania samorządu (dług publiczny) według stanu na koniec 2016 r. wynosiły 13 mln zł, co stanowiło 55,4% poziomu dochodów.
Gmina jest obszarem właściwości Sądu Rejonowego w Kołobrzegu. Sprawy z zakresu ubezpieczeń społecznych oraz sprawy gospodarcze są rozpatrywane przez Sąd Rejonowy w Koszalinie. Gmina jest obszarem właściwości Sądu Okręgowego w Koszalinie. Gmina (właśc. powiat kołobrzeski) jest obszarem właściwości miejscowej Samorządowego Kolegium Odwoławczego w Koszalinie.
Mieszkańcy gminy Dygowo razem z mieszkańcami gminy wiejskiej Kołobrzeg i gminy Ustronie Morskie wybierają 4 radnych do Rady Powiatu w Kołobrzegu, a radnych do Sejmiku Województwa Zachodniopomorskiego w okręgu nr 3. Posłów na Sejm wybierają z okręgu wyborczego nr 40, senatora z okręgu nr 99, a posłów do Parlamentu Europejskiego z okręgu nr 13.
Gmina Dygowo utworzyła 15 jednostek pomocniczych, będących sołectwami
SołectwaBardy, Czernin, Dębogard, Dygowo, Gąskowo, Jazy, Łykowo, Miechęcino, Piotrowice, Pustary, Skoczów, Stramniczka, Stojkowo, Świelubie i Wrzosowo.
| Nr okręgu | Granice okręgu                    | Liczba radnych |
| --------- | --------------------------------- | -------------- |
| 1         | Dygowo                            | 1              |
| 2         | Dygowo, Lisia Góra, Pyszka        | 1              |
| 3         | Dygowo                            | 1              |
| 4         | Dygowo                            | 1              |
| 5         | Stojkowo, Stramniczka, Miechęcino | 1              |
| 6         | Gąskowo                           | 1              |
| 7         | Wrzosowo (od nr 1 do nr 51)       | 1              |
| 8         | Wrzosowo (od nr 52 do nr 70)      | 1              |
| 9         | Jazy, Jażdże, Łykowo, Połomino    | 1              |
| 10        | Skoczów                           | 1              |
| 11        | Włościbórz                        | 1              |
| 12        | Piotrowice, Kłopotowo             | 1              |
| 13        | Czernin                           | 1              |
| 14        | Pustary                           | 1              |
| 15        | Bardy, Dębogard, Świelubie        | 1              |

## Miejscowości
Na obszarze gminy Dygowo znajduje się 22 miejscowości.
WsieBardy, Czernin, Dębogard, Dygowo, Gąskowo, Jazy, Łykowo, Miechęcino, Piotrowice, Połomino, Pustary, Skoczów, Stojkowo, Stramniczka, Świelubie, Wrzosowo
OsadyJażdże, Kłopotowo, Lisia Góra, Pyszka, Stojkówko, Włościbórz